# El hombre (serie de televisión)
El hombre fue una miniserie argentina, perteneciente a Pol-ka Producciones, que fue emitida durante el año 1999 por el Canal 13 y constó de 13 episodios. Protagonizada por Oscar Martínez. Coprotagonizada por Virginia Innocenti, Floria Bloise, Raúl Rizzo, Mónica Scapparone, Jorge Suárez, Marcelo Cosentino y Edgardo Moreira. Antagonizada por Arturo Bonín y el primer actor Aldo Braga. También, contó con las actuaciones especiales de Pablo Rago y los primeros actores Juan Manuel Tenuta, Rubén Stella, Susana Lanteri y Juan Vitali. Y las participaciones de Valentina Bassi como actriz invitada y Patricia Palmer como protagonista invitada.

## Argumento
Es una historia de ficción sobre el poder político en Argentina.
El Hombre en cuestión es José Francisco Maciel (Oscar Martínez), ambicioso, decidido y muy popular.
Cuenta la carrera de este hombre desde un cargo clave en el gobierno a la presidencia del país.
Su vida personal es muy complicada involucrando problemas emocionales con su mujer, Mariana (Patricia Palmer), y su amante, Violeta (Virginia Innocenti).
La admiración y rechazo serán el sentimiento común de su hijo Goyo (Pablo Rago) y su hija Alejandra (Valentina Bassi).

## Elenco

### Protagonista
- Oscar Martínez como José Francisco Maciel.

### Elenco Protagónico
- Pablo Rago como Gregorio "Goyo" Maciel.
- Virginia Innocenti como Violeta Millán.
- Valentina Bassi como Alejandra Maciel.
- Arturo Bonín como Federico Séller.
- Patricia Palmer como Mariana Cepeda.

### Elenco Principal
- Rubén Stella como Abelardo Maciel.
- Aldo Braga como Héctor Subiza.
- Floria Bloise como Silvina Maciel.
- Juan Manuel Tenuta como Don Gregorio Maciel.
- Eduardo Blanco como Guido Gibelli.
- Roxana Berco como Nora Cepeda.
- Susana Lanteri como Inés Zabala.
- Mónica Scapparone como Cecilia.
- Raúl Rizzo como Nicolás Ortiz.
- Juan Vitali como Augusto.
- Jorge Suárez como Santiago.
- Miguel Dedovich como Martín Otamendi.
- María Fernanda Callejón como Medianoche.
- Marcelo Cosentino como David.
- Edgardo Moreira como Juan.

### Participaciones
- Gregory Dayton como Fredemberg.
- Luciano Cáceres como Horacio Calderón.
- Gustavo Maso como Godoy.
- Carlos Garric como Milani.
- Marcelo D´Andrea como Freír.
- Alejandra Quevedo como Astrid.
- Joselo Bella como Katz.
- Alejandro Rubino como Casal.
- José David Simón como Marquez.
- Juan Carrasco como Ruiz.
- Gustavo Bonfigli como Cortés.
- Carlos Rivkin como Ayerza.
- Deborah Abranson como Paula.
- Sergio Sioma como Embajador.
- Alicia Elida Di Ciaccio como Ángela.
- Daniel Tedeschi como Sanguinetti.
- Edward Nutkiewicz como "Doberman".
- Gabo Correa como Sicario.